# Ser-Pauluspolder
De Ser-Pauluspolder is een polder ten oosten van Vogelwaarde, behorend tot de Polders tussen Lamswaarde en Hulst.
Vermoedelijk is deze polder iets vóór 1263 bedijkt door de monniken van de Abdij van Boudelo. De inundatie van 1585 tastte, ten gevolge van de getijdewerking, de westelijke dijk aan. In 1668 werd de polder herdijkt en daarbij is de westelijke dijk oostelijk van de oorspronkelijke aangelegd. De andere dijken bleven behouden, en een polder van 516 ha ontstond.
In de polder is de buurtschap Pauluspolder gelegen, die tot 1860 een kerk bezat.
Burghpolder · Clinge- en Kieldrechtpolders · Clingepolder · Dullaertpolder · Eekenissepolder · Graauwsche Polders · Havenpolder · Hertogin Hedwigepolder · Hoof- en Molenpolder · Hooglandpolder · Kieldrechtpolders · Kievitpolder · Kleine Molenpolder · Koningin Emmapolder · Langendampolder · Louisapolder · Mariapolder (Hulst) · Melopolder · Mispadpolder · Molenpolder (Hulst) · Nijspolder · Noordhofpolder · Oude Graauwpolder · Oudelandpolder · Polders tussen Lamswaarde en Hulst · Polders van Hontenisse en Ossenisse · Saaftingepolders · Saeftingepolder · Ser-Pauluspolder · Stoofpolder · Van Alsteinpolder · Vitshoek · Willem-Hendrikspolder · Zandpolder · Zoutepolder